# Bartoszek (wzniesienie)
Bartoszek (niem. Bartelhübel, 392 m n.p.m.) – wzniesienie w Masywie Ślęży, położone w północno-wschodnim ramieniu  Ślęży, oddzielone od Wieżycy Przełęczą Dębową.

## Szlaki turystyczne
Świdnica - Przełęcz Tąpadła - Ślęża - Bartoszek - Wieżyca - Sobótka